# Ignazio Busca
Ignazio Busca (31 de agosto de 1731 – 12 de agosto de 1803) foi um prelado católico italiano que serviu como Secretário de Estado da Santa Sé. Foi nomeado cardeal em 1789.

## Biografia
Busca nasceu em Milão, último filho de Lodovico Busca, marquês de Lomagna , e Bianca Arconati Visconti. Formou-se em utroque iure em 1759 na Universidade La Sapienza de Roma. Relator da Sagrada Consulta e referendário do tribunal da Assinatura Apostólica, foi ordenado sacerdote em 20 de agosto de 1775.
Eleito arcebispo titular de Emesa, foi consagrado em 17 de setembro de 1775 em Frascati, por Henrique Benedito Stuart. Foi núncio apostólico em Flandres e vigário apostólico para os Países Baixos de 1776 a 1785 e, mais tarde, governador de Roma de 1785 a 1789. Criado cardeal no consistório de 30 de março de 1789, recebeu o galero e o título de Santa Maria della Pace em 3 de agosto de 1789. Foi nomeado Secretário de Estado pelo Papa Pio VI em 1796. Participou do conclave de 1800.
Ele morreu em 1803 em Roma.

## Link Externo
- Fiche du cardinal sur le site de la FIU